# Anoura cultrata
Anoura cultrata es una especie de murciélago de la familia Phyllostomidae.

## Distribución geográfica
Se encuentra en  Bolivia, Colombia, Costa Rica, Ecuador, Panamá, Perú y Venezuela. 